# Marco Aurelio Robles Méndez
Marco Aurelio Robles Méndez (Aquadulce, 8 de Novembro de 1905 — Miami, 19 de abril de 1990) foi um político panamenho. Méndez foi o presidente do Panamá entre 1964 e 1968.

## Biografia
Marco Aurélio Robles Méndez foi dirigente do partido liberal União Nacional, ministro da Justiça sob a presidência de Roberto Chiali (1960-1964).
Eleito presidente da república panamaense em 1964, negociou um novo acordo com os Estados Unidos da América em 1965 para restabelecer as relações interrompidas um ano mais cedo por causa de graves distúrbios na zona do canal de Panamá.
Destituído pela Assembléia Nacional em abril 1967, foi mantido no poder graças ao apoio da Guarda Nacional do Panamá até as seguintes eleições que deram a vitória a Arnulfo Arias, em maio 1968.